# Solenopsis texana
Solenopsis texana é uma espécie de formiga do gênero Solenopsis, pertencente à subfamília Myrmicinae.